# Květná (Krajková)
Květná (németül: Plumberg) Krajková településrésze Csehországban a Karlovy Vary-i kerület Sokolovi járásában. Központi községétől 0,5 km-re északnyugatra fekszik. A 2001-es népszámlálási adatok szerint 23 lakóháza és 76 lakosa van.